# Ernst Busch (militär)
Ernst Busch, född 6 juli 1885 i Essen, död 17 juli 1945 i fånglägret Camp Aldershot i England, var en tysk militär, general i infanteriet 1 februari 1938, generalöverste 19 juli 1940 och generalfältmarskalk 1 februari 1943.

## Tiden till och med första världskriget
Busch blev officer vid infanteriet 1904. Under första världskriget var han bland annat kompanichef och befordrades till kapten i januari 1915.

## Mellankrigstiden
Efter krigets slut anställdes Busch i Tysklands rikshär (Reichsheer), den reducerade armé som Versaillesfördraget tillät och som fram till 1935 ingick i Tysklands riksvärn (Reichswehr). Sommaren 1921 placerades Busch vid 6:e divisionens stab, 1 oktober 1924 vid generalstaben i Gruppenkommando I och 1 april 1925 blev han major. Efter ett år vid försvarsministeriet (Reichswehrministerium) placerades han 1 oktober 1928 vid 2:a divisionens stab. Han befordrades till överstelöjtnant 1 februari 1930, blev samtidigt bataljonschef vid 9:e preussiska infanteriregementet och därefter befälhavare för detta regemente 1 januari 1932. Busch utnämndes till överste 1 december 1932 och när riksvärnet utökades namnändrades hans regemente till Infanteriregemente Potsdam.
När Reichswehr övergick i Wehrmacht, som den tyska försvarsmakten sedan kallades fram till 1945, befordrades Busch till generalmajor 1 oktober 1935, blev 15 oktober samma år befälhavare för 23:e infanteridivisionen och utnämndes till generallöjtnant 1 oktober 1937. I februari 1938 blev han chef för 8:e armékåren (VIII. Armeekorps).

## Andra världskriget
Efter att ha utmärkt sig som befälhavare för 8:e armékåren under andra världskrigets första fälttåg mot Polen i september 1939 fick Busch 23 oktober samma år befälet över 16:e armén (16. Armee), som han sedan ledde mot Frankrike maj - juni 1940 och mot Sovjetunionen från juni 1941. Busch efterträdde 12 oktober 1943 generalfältmarskalk Günther von Kluge som högste befälhavare för armégrupp Mitte (Heeresgruppe Mitte).
På sommaren 1944 hade läget på östfronten blivit kritiskt för de tyska styrkorna och armégrupp Mitte var underbemannad. Röda armén inledde 23 juni den offensiv som kallades Operation Bagration efter en berömd rysk militär som kämpade mot Napoleon. Fyra sovjetiska fronter (armégrupper) anföll det centrala frontavsnittet. Inom 24 timmar hade de tyska trupperna i Vitebsk skurits av och nedkämpats av 1:a baltiska och 3:e vitryska fronten. 1:a vitryska fronten omringade Babrujsk 27 juni och fångade därmed in större delen av den tyska 9:e armén. Samtidigt var 2:a vitryska fronten nära att inringa staden Mogilev och tyska 4:e armén. Röda arméns framryckning fortsatte, den tyska fronten sviktade och Busch var tvungen att retirera. Adolf Hitler sköt över skulden för det inträffade på Busch som 27 juni 1944 avskedades som högste befälhavare för armégrupp Mitte och ersattes av generalfältmarskalk Walter Model. Busch tillhörde reserven (Führerreserve des OKH) från augusti 1944 till mars 1945. Han var därefter befälhavare för styrkorna i nordvästra Tyskland fram till krigets slut. Busch kapitulerade 7 maj 1945 i Flensburg och tillfångatogs av engelsmännen. Han avled drygt två månader senare. Dödsorsaken var kärlkramp.